# Egretta dimorpha
La garceta dimorfa (Egretta dimorpha) es una especie de ave pelecaniforme de la familia Ardeidae propia de las islas Madagascar, Aldabra y Asunción. Esta garza habita zonas húmedas con aguas poco profundas. Anteriormente se consideraba una subespecie de la garceta común, pero actualmente se clasifica como una especie independiente.